# Рождество Богородично (Пекляни)
„Рождество Богородично“ или „Света Богородица“ (на македонска литературна норма: „Рождество Богородично“) е възрожденска православна църква във винишкото село Пекляни, източната част на Република Македония. Част е от Брегалнишката епархия на Македонската православна църква – Охридска архиепископия.
Изградена е като еднокорабна сграда в 1913 година, на мястото на джамия, разрушена от селяните през Балканската война в 1912 година. Годината 1914 е врязана в зида на църквата над входната врата. Иконите и иконостасът са завършени в 1930 година от кочански майстори и Георги Зографски от Велес, който се е подписал на иконата „Рождество на Пресвета Богородица“ над вратата от южната страна на църквата. Иконостасът в църквата е на 4 реда и има 61 икони. В църквата се пази сребърен кръст от 1890 година. Осветена е в 1974 година от Наум Злетовско-Струмишки.